# Talsperre Big Tujunga
Die Talsperre Big Tujunga (englisch Big Tujunga Dam) ist eine Talsperre im Los Angeles County, Bundesstaat Kalifornien, USA, die den Big Tujunga Creek staut. Sie liegt in den San Gabriel Mountains innerhalb des Angeles National Forest und dient dem Hochwasserschutz.

## Absperrbauwerk

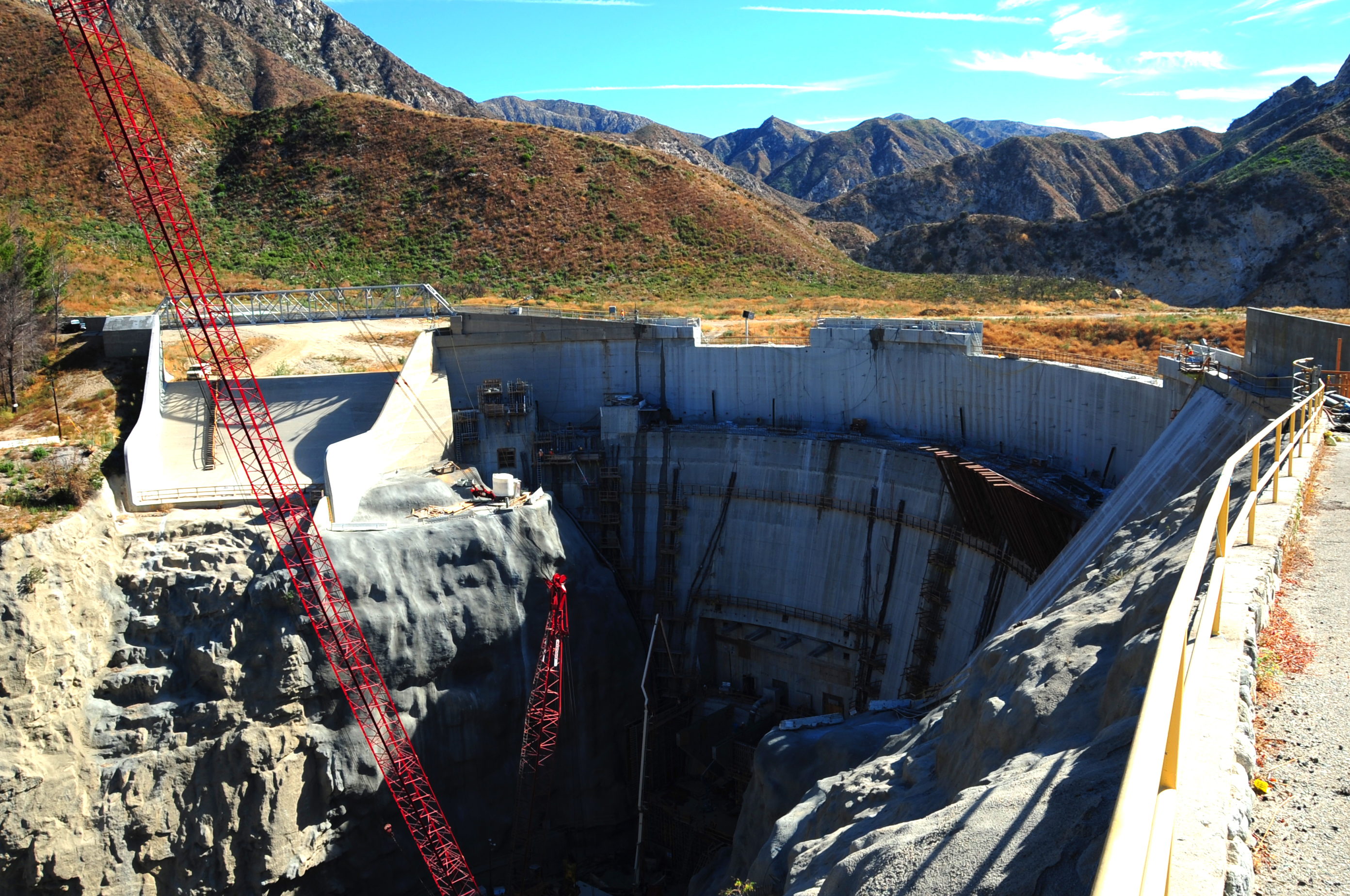
Die Talsperre während der Erweiterung

Das Absperrbauwerk ist eine Bogenstaumauer aus Beton mit einer Höhe von 74 m (244 ft) über der Gründungssohle. Die Länge der Mauerkrone beträgt 253 m (830 ft). Die Dicke der Staumauer liegt bei 42 m (140 ft) an der Basis und 6 m (20 ft) an der Krone. Die Staumauer verfügt sowohl über eine Hochwasserentlastung als auch über einen Grundablass.
Die Bogenstaumauer hatte ursprünglich eine Dicke von 22 m (73 ft) an der Basis und 2,4 m (8 ft) an der Krone. Sie wurde Anfang der 1930er Jahre errichtet.
Aufgrund von Sicherheitsbedenken in Bezug auf Erdbeben und extremen Hochwasserereignissen wurde die Bogenstaumauer in den 2000er Jahren grundlegend erweitert und verstärkt. Dazu wurden an der Luftseite der alten Staumauer insgesamt 57.341 m³ (75.000 cubic yards) Beton hinzugefügt; außerdem wurden noch Felsanker mit Längen von 13 bis 21 m (45 bis 70 ft) gesetzt. Die Kosten dafür lagen bei 88 Mio. USD.

## Stausee
Beim maximalen Stauziel fasst der Stausee rund 7,35 Mio. m³ (5960 acre-feet) Wasser. Nach Hochwasserereignissen wird der Stausee aber so bald wie möglich auf 1,83 Mio. m³ (1484 acre-feet) abgelassen.